# Bag Full Of Blues
Buddy Whittington är det andra soloalbumet av Buddy Whittington utgivet 2010. Albumet har en tydlig blues och rockkaraktär.

## Låtlista
1. Black Cat Bone - 4:54 (Wilson/Semian)
2. Jacksboro Highway - 4:58 (Nicholson/Carter/Carter/Wilson)
3. Maydell - 4:30 (Warren Haynes/Johnny Neel)
4. Runnin´Blue - 5:15 (William R. Scaggs / Patric O´Hare)
5. Hideaway Medley - 7:10 (Freddie King / Sonny Thompson)
6. Awestruck And Spellbound - 4:12 (Buddy Whittington / Joe Yuele)
7. Sportin´Life - 8:14 (Walter B. McGhee)
8. Tailspin - 3:20 (Walter ´Wolfman´ Washington / Christine Washington)
9. Help Me Through The day - 8:20 (Leon Russell)
10. Pieces And Parts - 5:42 (Buddy Whittington / Joe Yuele)
11. You Upsets Me - 3:45 (Riley B. King / Jules Bihari)

## Medverkande
- Buddy Whittington - Elektrisk Lead-gitarr, Sång
- Roger Cotton - Hammond Organ And Keyboards
- Peter Stroud - Basgitarr
- Darby Todd - Trummor
- Mike Gage - Trummor on track 8, 9, 10, 11

- Produced by Roger Cotton and Buddy Whittington
- CD Utgåva 2010. Buddy Whittington Records